# Titularbistum Tipasa in Numidia
Tipasa in Numidia (ital.: Tipasa di Numidia) ist ein Titularbistum der römisch-katholischen Kirche.
Die in Nordafrika gelegene Stadt war ein alter römischer Bischofssitz, der im 7. Jahrhundert mit der islamischen Expansion unterging. Er lag in der römischen Provinz Numidien südlich des Bischofssitzes des Heiligen Augustinus’, Hippo Regius.
| Titularbischöfe von Tipasa in Numidia | Titularbischöfe von Tipasa in Numidia | Titularbischöfe von Tipasa in Numidia                       | Titularbischöfe von Tipasa in Numidia | Titularbischöfe von Tipasa in Numidia |
| Nr.                                   | Name                                  | Amt                                                         | von                                   | bis                                   |
| ------------------------------------- | ------------------------------------- | ----------------------------------------------------------- | ------------------------------------- | ------------------------------------- |
| 1                                     | Michael James Gallagher               | Koadjutorbischof von Grand Rapids (USA)                     | 5. Juli 1915                          | 26. Dezember 1916                     |
| 2                                     | Henry Grey Graham                     | Weihbischof in Saint Andrews und Edinburgh (Großbritannien) | 30. August 1917                       | 5. Dezember 1959                      |
| 3                                     | Victor Tielbeek SSCC                  | Prälat von Formosa (Brasilien)                              | 4. Februar 1961                       | 26. Mai 1978                          |
| 4                                     | Antonio Realubin Tobias               | Weihbischof in Zamboanga (Philippinen)                      | 3. November 1982                      | 14. September 1984                    |
| 5                                     | Sérgio Arthur Braschi                 | Weihbischof in Curitiba (Brasilien)                         | 18. Februar 1998                      | 16. Juli 2003                         |
| 6                                     | José Luiz Ferreira Salles CSsR        | Weihbischof in Fortaleza (Brasilien)                        | 1. Februar 2006                       | 15. Februar 2012                      |
| 7                                     | Christian Riesbeck CC                 | Weihbischof in Ottawa (Kanada)                              | 7. Januar 2014                        | 15. Oktober 2019                      |
| 8                                     | Andrés Luis García Jasso              | Weihbischof in Mexiko-Stadt (Mexiko)                        | 3. Juli 2021                          |                                       |